# عدم مبالاة الناخبين
في السياسة، يُنظر إلى عدم مبالاة الناخبين على أنها عدم اكتراث (عدم اهتمام) يسود بين الناخبين بشأن العملية الانتخابية. وكثيرًا ما يُستشهد بعدم مبالاة الناخبين على أنها سبب انخفاض نسبة الإقبال بين الناخبين الذين يحق لهم التصويت.
وهناك مصطلح ذو صلة وهو «إرهاق الناخبين»، والذي يصف السبب المحتمل لعدم مبالاة الناخبين، ألا وهو: إجراء الانتخابات بشكل متكرر جدًا.

## معلومات تاريخية
علم النفس هو دراسة العقل والسلوك الفردي. وتكمن العوامل النفسية التي تؤثر على سلوك الناخبين في تصورات الناخب للسياسة، بمعنى، كيف يرى الناخب الأحزاب والمرشحين والمسائل المتعلقة بالانتخابات. 
والعديد من الأشخاص يعانون أيضًا من الكسل عندما يتعلق الأمر بالتصويت، لذا فإنهم عادة ما يختارون أول المرشحين الذين يرونهم في بطاقة الاقتراع لإنجاز الأمر بسرعة. وكلما كان مركز الاقتراع أكثر بعدًا، كان عدد الأصوات التي يتم الإدلاء بها في هذا المركز أقل. وهذا ما يُسمى باسم «إرهاق الاقتراع». ويشير المصطلح إلى أن العديد من الناخبين ينفد صبرهم و/أو معرفتهم نظرًا لأنهم يبذلون جهدًا كبيرًا للوصول إلى مركز الاقتراع.
واعتقد الآباء المؤسسون الذين شاركوا في صياغة الوثائق الفيدرالية أنه «كان من الضروري لتحقيق الحرية أن تكون لدى الحكومة بشكل عام مصلحة مشتركة مع الشعب» ورأوا أن العلاقة بين الشعب والممثلين كانت «ضرورية بشكل خاص.» وكتبوا «إن الانتخابات المتكررة هي بلا شك السياسة الوحيدة التي يمكن من خلال تحقيق هذا الاعتماد والتعاطف بشكل فعال.» وفي عام 2009، كان عدد قليل من الأمريكيين يعرفون زعماء الكونغرس.
وتشير تقارير عديدة إلى أن عدم مبالاة الناخبين تنتشر وتتزايد على نطاق واسع. بلغت النسبة المئوية من الأميركيين الذين يحق لهم التصويت، والذين قاموا، في الواقع، بالتصويت 63% في عام 1960، ولكن هذه النسبة شهدت تراجعًا منذ ذلك الحين.
وتقول الأستاذة بجامعة فاندربيلت دانا دي نيلسون في كتاب سيئ للديمقراطية (Bad for Democracy) إن كل ما يقوم به المواطنون سياسيًا على ما يبدو هو التصويت لاختيار رئيس كل أربع سنوات وليس أي شيء آخر، حيث إنهم هجروا السياسة. وكانت نسبة عدم المبالاة أقل في انتخابات 2008، التي تميزت بانتخابات رئاسية تنافسية. وكان نسبة إقبال الناخبين في 2008 (62%) هي الأعلى منذ عام 1968.